# 4198 Panthera
4198 Panthera (1983 CK1) là một tiểu hành tinh vành đai chính được phát hiện ngày 11 tháng 2 năm 1983 bởi Norman G. Thomas ở Flagstaff.